# Martynas Jankus

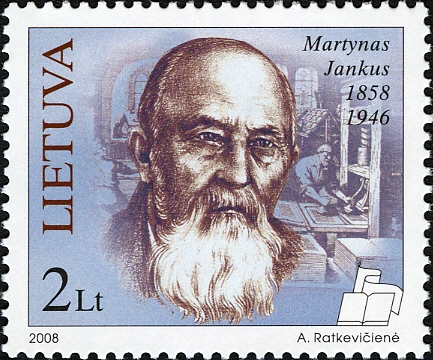
Litauische Briefmarke zur Erinnerung an Martynas Jankus (2008)

Martynas Jankus (deutsch Martin Jankus, * 7. August 1858 in Bittehnen, Ostpreußen; † 23. Mai 1946 in Flensburg) war ein litauisch-preußischer Buchdrucker und Publizist (unter Benutzung der Pseudonyme V. Giedris, Martyneitis, Bitėnų Merčius, Gyvoleitis).

## Leben
Nach dem Besuch der Volksschule in Bittehnen bildete sich Jankus selbständig weiter. Er wurde dann Schulmeister in Bitthenen und sammelte litauische Lieder, die er 1882–1883 veröffentlichte. 1883 gründete er mit anderen die erste litauische Volkszeitung Aušra. Er gab Aušros kalendorius (1884–1885) heraus und die Zeitung Garsas (1886–1887). Auch stand er hinter der satirischen Zeitung Tetutė.

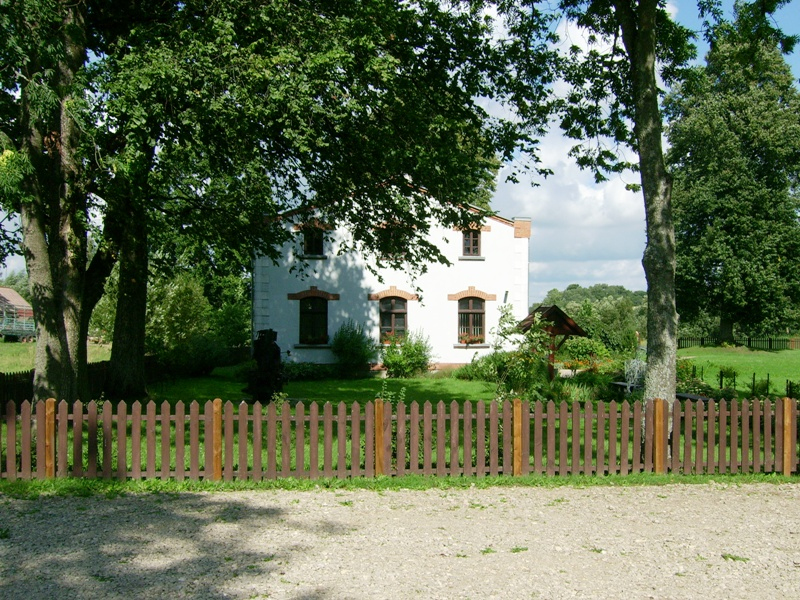
Die Druckerei des Martynas Jankus in Bitėnai

1889 kaufte Jankus eine Druckerei in Ragnit, die er später nach Tilsit verlegte und schließlich 1892 nach Bittehnen in sein eigenes Haus. Drei Druckmaschinen wurden betrieben. Zwischen 1892 und 1909 wurden 104 litauische Bücher in lateinischer Schrift herausgebracht. Dazu gehörten die Geschichtserzählung von Vydūnas, das erste Kapitel von Metai (Die Jahreszeiten) von Kristijonas Donelaitis und Werke von Jonas Biliūnas, Gabrielė Petkevičaitė-Bitė und der Schwestern Sofija Pšibiliauskienė und Marija Lastauskienė. Bücherschmuggler brachten diese Bücher nach Russisch-Litauen. Jankus selbst schrieb 45 Bücher und Broschüren. Als 1904 das russische Verbot litauischer Presse-Erzeugnisse in lateinischer Schrift aufgehoben wurde, gingen die Geschäfte zurück, so dass 1909 wegen Insolvenz der Betrieb eingestellt und 1912 die Ausrüstung verkauft wurde.
Jankus stand der litauischen nationalen Wiedererweckungsbewegung nahe und gründete zusammen mit anderen mehrere kulturelle Vereinigungen, zu denen auch Birutė gehörte (1885 in Tilsit gegründet). 1889–1892 war er Vorsitzender der Birutė. 1890 gründete er zusammen mit Dovas Zaunius und Jonas Smalakys die erste litauische politische Vereinigung in Ostpreußen. Er korrespondierte mit Litauern in den USA und mit Mitgliedern der lettischen, polnischen und belarussischen Nationalbewegungen. Wegen seiner öffentlichen Aktivitäten wurde er immer wieder von den preußischen Behörden mit Verhaftungen und Geldbußen bestraft.
Als bei Beginn des Ersten Weltkrieges das Russische Kaiserreich Bittehnen besetzte, wurde Jankus mit seiner Familie in das Gouvernement Samara deportiert, wo sein Vater und sein jüngster Sohn Andrius starben. 1918 kehrte er in seine Heimat zurück und setzte sich für den Anschluss Preußisch Litauens an Litauen ein. Er gehörte zu den Unterzeichnern des Akts von Tilsit. 1920 wurde er in den Litauischen Staatsrat kooptiert. Ab 1925 lebte er wieder in Bittehnen, das nun Bitėnai hieß und als Teil des Memellandes unter litauischer Verwaltung stand.
Als 1939 das Memelland nach einem Ultimatum wieder an das Deutsche Reich angeschlossen wurde, kam Jankus nach Kaunas, wo ihm öffentliche Reden verboten waren. Während des Deutsch-Sowjetischen Krieges kehrte er 1944 nach Bittehnen zurück, von wo er zwangsweise nach Flensburg evakuiert wurde. Seiner Tochter erklärte er, dass er nach seinem Tode verbrannt werden wolle, damit seine Asche nach der Unabhängigkeit Litauens auf den Friedhof von Bitėnai überführt werden könne. In der Tat  wurde seine Asche 1993 auf den Friedhof in Bitėnai umgebettet.
Ein Martynas-Jankus-Gedenkmuseum wurde 1981 in  Bitėnai eingerichtet und 1999 in das rekonstruierte Haus der Jankus-Druckerei verlegt.

## Ehrungen
- Orden des litauischen Großfürsten Gediminas III. Klasse (1928)
- Orden der Krone von Italien III. Klasse (1928)
- Orden Vytautas des Großen II. Klasse (1938)
- Büste in Kaunas (1939, Bernardas Bučas)